# 5623 Іваморі
5623 Іваморі (5623 Iwamori) — астероїд головного поясу, відкритий 20 жовтня 1990 року.
Тіссеранів параметр щодо Юпітера — 3,212.